# Serra de São Lourenço
A Serra de São Lourenço localiza-se no concelho de Castro Daire, na freguesia de Moledo, e atinge uma altitude de 929 metros.